# آیرونکلاد مارنگو
آیرونکلاد مرنگو (به انگلیسی: French ironclad Marengo) یک کشتی بود که طول آن ۸۶٫۲ متر (۲۸۲ فوت ۱۰ اینچ) بود. این کشتی در سال ۱۸۶۹ ساخته شد.